# Махмурян, Татьяна Львовна
Татьяна Львовна Махмурян (9 января 1910, Сухуми — 10 июля 1989, Ереван) — армянская советская актриса и искусствовед. Заслуженный деятель культуры Армянской ССР.

## Биография
Родилась в семье инженера-технолога Левона Ивановича Махмурянца. В 1928 году приняла участие в пробах к фильму Амбарцума Бек-Назарова «Дом на вулкане» и была утверждена на роль Маро.
«Наконец, на студию в Баку, где производились пробы актеров, явилась стройная, необычайно женственная девушка, с темно-карими, очень выразительными глазами. Она взяла лоханку, налила в нее воды и стала стирать так, точно всю жизнь этим занималась. Так же бесхитростно и вместе с тем глубоко искренне она убаюкала „ребенка“ <…>. Естественность всего, что она делала, ее настоящая художественная взволнованность подкупили нас, и Татьяна Махмурян, пришедшая к нам по объявлению в газете, была утверждена на роль жены рабочего-армянина. Так началась карьера этой лучшей „звезды“ Арменкино немого периода».
В первой половине 1930-х годов снялась в ряде немых кинокартин, однако наиболее яркой ролью Махмурян стала роль сестры главного героя в первом звуковом армянском фильме «Пэпо», снятом в 1935 году. В 1936 году вышла замуж за оператора этого фильма Дмитрия Фельдмана (будущие супруги познакомились в поезде по дороге на съёмки). В 1936—1937 годах училась в актёрской школе при «Мосфильме».
Помимо актёрской деятельности работала помощником режиссёра.
После участия в фильме «Давид Бек» много лет не снималась в кино. Работала экскурсоводом и научным сотрудником Государственной картинной галереи Армении, была одним из составителей каталога галереи. В 1965 году перешла на работу в Дом художника (Ереван), была организатором множества выставок в различных городах Армении.
В 1980-е годы вернулась в кинематограф, в частности снявшись в последнем фильме Эдмонда Кеосаяна «Вознесение».
Умерла 10 июля 1989 года в Ереване.

## Семья
Супруг — оператор Дмитрий Фельдман. Дочь — филолог Елизавета Фельдман, автор книги о своих родителях.

## Фильмография
- 1929 — Дом на вулкане — Маро
- 1933 — Свет и тени — Анаит
- 1934 — Гикор — Нани
- 1935 — Пэпо — Кекел
- 1943 — Давид Бек — Гаяне
- 1982 — Крик павлина
- 1988 — Вознесение — Тагуи Паруйровна в старости